# 破裂
『破裂』（はれつ、RUPTURE）は、久坂部羊による日本の小説、及びそれを原作とする2015年のテレビドラマ。

## 概要
現役の医師でもある著者の2作目の小説。
刊行された際に、帯に『医者は3人殺して一人前になる』などと書かれ、話題を呼んだ。また、教授選、医療過誤裁判など、『白い巨塔』を彷彿させるキーワードもテーマになっており、現代版白い巨塔と呼ばれた。
文庫本で巻末解説を寄稿した映画監督の大森一樹は、本作を『白い巨塔』＋『仁義なき戦い』であると感じたという。また、本作を映画化しようと、自ら企画を映画会社に持ち込んだことを明かしている。

## あらすじ
医者は一人前になる過程で必ずミスを犯してしまう、時には命を落とす患者も存在する。麻酔科医の江崎峻は、これを“痛恨の症例”と呼び、医者の養成には不可避の仕方のないものだと感じながらも、是正できないかと逡巡していた。
元新聞記者の松野公造は、自分と妻が、医者の誤診で辛い目に遭った経験から、「過失」で済まされてしまう医療ミスを許すことができず、ノンフィクションという形で現在の日本の医療の真の姿を暴こうとする。
美しい人妻・中山枝利子は、3か月前に心臓の手術を受け、5日後に急死した父親の真の死因は、手術針の置き忘れによるものだ、という匿名の告発文を送られ、主治医を告訴することを決意する。
「心筋の再生」を研究テーマに掲げる医師の香村鷹一郎は、心不全を劇的に回復させる“ペプタイド療法”を開発する。だが、ビーグルを使った動物実験で、時間が経つと、心臓が破裂するというとんでもない副作用があることが分かり、愕然とする。
厚生労働省の役人・佐久間和尚は、進歩ばかりする医療のせいで超高齢社会となった日本の未来を憂え、医療のシビリアン・コントロールを目論む。佐久間が目を付けたのが、香村が研究する、心臓が破裂する副作用を持つペプタイド療法だった。老人に苦痛のない死を、と考えた彼は、老人抹殺計画とも取れる大規模な治験、通称・プロジェクト《天寿》を行っていく。
江崎、松野、枝利子、香村、佐久間、5人の運命が複雑に絡み始める。

## 登場人物

### 主要人物
江崎 峻（えざき しゅん）
阪都大学病院の麻酔科の医師。35歳。生まれは横須賀。医者が一人前になる過程で死なせてしまう患者を“痛恨の症例”として、松野に協力する形で医療過誤を内部告発する。精神を落ち着けるために吸入麻酔を常用している。
事故か事件か分からない麻酔薬中毒で亡くなった父親もかつて麻酔医だった。母親は元看護師だが、認知症がひどく、施設に預けている。枝利子の裁判に関わった懲罰人事とも取れる異動で、茨木市の国立療養所・阿武山病院に転勤した後、麻薬乱用がマスコミにバレてホームレスになる。最後は枝利子との再会によって麻薬中毒を克服し社会復帰する。
松野 公造（まつの こうぞう）
「天籟ノンフィクション大賞」で最終候補に残り、受賞は逃したが、選考委員の一人から「今後を期待する」旨の手紙を貰い、本格的にノンフィクション作家になる決意をし、22年間勤めた新聞社を退社し、個人事務所を立ち上げた。自身と妻が過去に体験した医師の不適切な対応に憤り、“医療ノンフィクション”という題材を選択した。
江崎の異動の直前に佐久間の息が掛かっていると見られる何者かによって殺される。
中山 枝利子（なかやま えりこ）
手術後に急死した父親の死因は心臓への手術針の置き忘れによる医療ミスが原因だという告発文を送られる。女優と言われても納得してしまうような美貌の持ち主。ヘルパーの資格を持っている。江崎のことを好きになってしまう。
香村 鷹一郎（かむら よういちろう）
阪都大学病院心臓外科の助教授。神経質で短気。出石の田舎出身であることをコンプレックスに思っている。自分に厳しいが、他人にはより厳しい。峰丘の執刀医を務めた。
ジョンズ・ホプキンス大学に留学して以来、心筋保護の研究に取り組んでいる。研究に時間を取られるため、手術の件数をこなすことができず、手術は下手と評判だった。阪都大学病院心臓外科の教授になることだけを目標に生きてきた。心機能を劇的に回復させるペプタイド療法を開発し意気揚々としていたが、その後の動物実験で、劇的な回復の代償として、しばらくすると心筋が壊死し、急性心筋梗塞を起こすことが判明する。研究費のために不本意ながらネオ医療センターに移籍する。
物語の最後は彼が作中とは関係ない彼が起こした医療事故の遺族が差し向けた暗殺者に、その患者と同じ症状で殺されるところで終わる。
佐久間 和尚（さくま かずひさ）
厚生労働省主任企画官。短躯で猪首、外斜視の大きな目。39歳。“厚労省のマキャベリ”の異名を取り、医療の国家統制を目論んでいる。自分の計画にペプタイド療法を利用するために、長野に新しく出来る国立ネオ医療センターの副センター長に香村を誘う。風変わりな行動が多く、同期の中でも浮いた存在だった。
25歳の時に、林田の紹介で、事務次官の娘と結婚し、婿養子に入った。子どもが2人いるが、全く愛情が沸かず、現在は別居状態。入省10年目の年に、ウィーンの外務省の機関に2年間出向し、その間に様々な人脈作りをした。手足となって働く内務諜報部《内諜》と呼ばれる部下がいる。PPP《ぴんぴんポックリ》を国策として根付かせようと、プロジェクト《天寿》を発動し、人口ピラミッドの正常化を計ろうとする。
最後は賄賂疑惑で警察に逮捕され尋問中に過労から閉じ込め症候群(脳梗塞の一種)を発症し、意識はあるのに体が全く動かせず声を出すことすらできない、という状態になる。

### 主要人物の親族・関係者
峰丘 茂（みねおか しげる）
中山枝利子の父親。職業は郵便局長。妻を事故で喪ってからは男手一つで娘を育てた。3カ月前に阪都大学病院で僧帽弁置換術の心臓手術を受け、術後の経過も順調だったが、5日後に出血性の心タンポナーデを起こし急死した。享年58。
金子 さおり（かねこ さおり）
松野公造事務所のアルバイト学生。江崎が提供してくれた証言者のテープ起こしをする。
上川 裕一（かみかわ ゆういち）
松野の新聞社時代の後輩。社会部記者。松野の計画を知り、高校の同級生である江崎を紹介した。小太りの体格。
中山 孝太（なかやま こうた）
枝利子の夫。丸顔の平凡な外見。印刷会社勤務。枝利子とは母親同士が姉妹のいとこ。枝利子の役に立ちたくて、会社の取引先に紹介してもらった大沢に相談する。
露木 雅彦（つゆき まさひこ）
在日外国人の地方参政権や女性の権利保障など、多くの人権問題に関わってきた弁護士。40代前半。松野の紹介。枝利子の弁護士を快く引き受けてくれた。医学知識も豊富。
大沢 惣介（おおさわ そうすけ）
大沢綜合法律事務所の代表。弁護士。医療訴訟も良く扱うが、ほとんど病院側の弁護に就く。後に香村の弁護士になる。
堂之上 洋一（どうのうえ よういち）
被告（香村）代理人。弁護士。ヤクザっぽい。
江崎 志津子（えざき しづこ）
江崎の母親。60歳。羽曳野市の特別養護老人ホーム「もえぎ苑」に入所している。認知症。

### 阪都大学病院
安倍 洋子（あべ ようこ）
中央手術部看護師。“痛恨の症例”の証言者でもある。29歳。訴訟に関わったとして、葛西から当直の日でもヘビーな手術ばかり担当させられる嫌がらせを受ける。江崎のことが好き。
滝沢 啓治（たきざわ けいじ）
峰丘の手術の第一助手。講師。江崎の5年先輩。40歳。神戸の御影で4代続く医師の家系。
廚 忠彦（くりや ただひこ）
峰丘の手術の第二助手。助手。江崎の3年先輩。38歳。香村の腰巾着。
瀬田 昇（せた のぼる）
峰丘の主治医で手術では第三助手だった。大学を卒業したばかりの研修医。仕事には熱心だが、自分の仕事が一番重要だと思い込んでいる。権力者には従順で、自分こそが未来の教授だと信じ、香村には絶対忠誠を誓っている。
鶴田 平三郎（つるた へいざぶろう）
臨床病理学教室教授。峰丘の病理解剖を担当した。62歳。来年には退官予定。
平 晴夫（たいら はるお）
麻酔科医。峰丘の手術の麻酔を担当した。江崎より5年先輩で、講師になっていてもおかしくない年齢だが、本人にやる気がないため万年助手に甘んじている。ずぼらな性格。江崎からは“ペイさん”と呼ばれる。
須山 明（すやま あきら）
臨床病理部。臨床検査技師。33歳。細胞検査士の資格も持つ。異様に丁寧な物腰で対応する、人の頼みを断れないタイプ。峰丘の病理解剖のシュライバー（記録係）を務めた。その際、鶴田に針を見た、と進言するも無視されたと証言する。
葛西 充子（かさい みつこ）
中央手術部の主任看護師。手術場勤務15年のベテラン。42歳、既婚者。
宮原 早苗（みやはら さなえ）
中央手術部2年目の看護師。童顔の割に仕事ができると評判で、同期の中で一番早く器械出しを担当するようになった。峰丘の手術では外回りを担当した。看護記録を書いた時に、針の数が合わなかったが、葛西にOKにしろと言われ、そうしてしまった。
川邊 久雄（かわべ ひさお）
心臓外科教授。退官間近。退官後は国立心臓病センターの総長になる予定。
岡森 圭一（おかもり けいいち）
麻酔科教授。
小阪 大輔（こさか だいすけ）
江崎の2年後輩。ICUスタッフ。半年前に助手に昇格したばかり。1年前まで麻酔科に所属していたため、江崎とは親しい。
松井 康夫（まつい やすお）
人工心肺技師長。49歳。牛乳瓶の底のような度の強い眼鏡をかけている。人工心肺技師は麻酔医と共に手術の縁の下の力持ち的存在のため、江崎とはウマが合い、普段から親しくしている。
庄司 真（しょうじ まこと）
助手。香村チームの一員。香村と同じくジョンズ・ホプキンス大学に留学し、同じ教授に師事した。廚より3年次下だが、研究者としての実力は彼以上と評判。
種田 功（たねだ いさお）
医局長。44歳。
香 宥邦（こう ゆうほう）
香村チームの中国人留学生。
児玉 克也（こだま かつや）
呼吸器外科。江崎の大学の同級生。“痛恨の症例”の証言者。

### 官僚・議員
林田 博史（はやしだ ひろふみ）
厚生労働省事務次官。佐久間のことは、彼が厚生省（当時）の入省面接の時から気になっていた。官房長だった時に息子が起こした追突事故を、佐久間が間に入り解決したため、恩を感じていたが、全ては佐久間の計画通りだった。
伊達 伸吾（だて しんご）
内閣官房副長官。厚生族議員。かつて、視察名目でウィーンを訪れた際に、出向していた佐久間の世話になり、以後何かと助力する。
黒田 有朋（くろだ ありとも）
防衛庁情報本部特殊調査課長。一等陸佐。防衛大学校卒業後、陸自のレンジャー課程、指揮幕僚課程修了、北部方面通信群、統合幕僚会議事務局勤務などを経て、37歳の若さで在ユーゴスラビア日本大使館防衛駐在官に抜擢された。当時、クーリエ出張のためにウィーンへ行った際に佐久間と知り合った。佐久間に《内務諜報員》を提供する。
城 貞彦（じょう ）
厚労省老健局長。冷酷な切れ者として知られる。
渡辺 一秀（わたなべ かずひで）
厚労省老健局審議官。省内では、グループホームの生みの親的存在。グループホームは姥捨て山同然であるとして廃止を訴える佐久間と対立し、福岡の九州厚生局へ異動させられる。
浅野 正一（あさの しょういち）
厚労省社会援護局の地域福祉課総務係長。入省以来26年ずっと福祉畑を歩いてきた。日本の保険制度は世界一素晴らしいと思っており、施策は常に国民本意ではなくてはならないと思っている。佐久間に不自然な点を指摘するが、取り合ってもらえなかった。

### その他の医師
南 聖一郎（みなみ せいいちろう）
大阪中央総合病院心臓外科部長。教授選の候補者の一人。温厚な人柄で人望も厚い。52歳。
三崎 孝（みさき たかし）
アメリカ・コロラド大学心臓外科部長。教授選の候補者の一人。オフポンプ手術の第一人者。44歳。
左近 勝士（さこん かつじ）
阿武山病院の麻酔医。定年間近。アルコール使用障害。
清河 二郎（きよかわ じろう）
医師。長寿がもてはやされるのは幻想という考えの持ち主。佐久間によって、プロジェクト《天寿》を国民に受け入れさせるためのトリックスターに仕立て上げられる。
出崎 義行（でさき よしゆき）
神戸で在宅訪問診療を行い、寝たきり老人や末期癌患者を専門に診ていた。オランダの安楽死法に照らし合わせて、条件に合致した32人の患者を安楽死させ、逮捕された。“ドクター・デス”の異名を取った。
遠藤 悟（えんどう さとる）
江崎の高校時代の同級生。京帝大学医学部放射線科助手。江崎に峰丘のレントゲン写真の解析を依頼され、サブトラクション処理を行う。
菊森 忠夫（きくもり ただお）
松原ハートセンター外科部長。遠藤のサブトラクション画像の鑑定を依頼される。
沖本 慎二（おきもと しんじ）
神戸白鳳会病院内科医長。“痛恨の症例”の証言者。江崎が麻酔科で最初に指導した研修医。現在は血液疾患専門。
綿貫 宣武（わたぬき のぶたけ）
京都府医師会常任理事。「過去の医療ミスをほじくり返す」行為を非難する内容のコラムを医事報に載せた。
藤見 元就（ふじみ もとなり）
藤見クリニック院長。江崎の3年先輩（年齢は5歳上）。金持ちのボンボン。
藤見 惟親（ふじみ これちか）
藤見クリニック名誉院長。元就の父親。72歳。
下垣 毅（しもがき つよし）
江崎の同級生。開業医。“痛恨の症例”を尋ねたところ、尋常な様子でなくなったため、中止された。以後は、藤見の入れ知恵で強硬な態度になる。心臓に先天性疾患を持つ子どもを救いたいという夢を持っていた。

### その他
小池 清（こいけ きよし）
福祉グループ「寿会」の代表。参議院議員の秘書をしていたこともある。54歳。現在は複数の介護福祉施設を経営している。
芹沢 直（せりざわ ただし）
国立ネオ医療センター・プロテオミクス医科学部次長に就任予定。30代半ば。俳優のように美形で、優秀そうな顔立ち。循環器内科の専門医。
仲倉 蓮太郎（なかくら れんたろう）
国民的俳優。72歳。心不全で療養中だったが、突然死の副作用のことを理解した上でペプタイド療法を受け、一時的に回復。「蓮さん、奇跡の復活」と大々的に報じられ、《PPP》の良さを世間に広めるのに一役買った。
吉沢 百合子（よしざわ ゆりこ）
大女優。《PPP》の宣伝キャラクターに選ばれる。
尾島 修一（おじま しゅういち）
阿武山病院の事務員。

## テレビドラマ
2015年10月10日から11月21日まで、NHK「土曜ドラマ」にて放送された。ドラマ化は2004年に原作が発売された頃から熱望されていたものであり、制作統括の勝田夏子は当時も企画書を出したが、「老人にピンピン生きてポックリ死んでもらいましょう」などのセリフが放送できないと却下された。しかし時が流れ、高齢化社会が進んで“終活”という言葉も出回るようになった今、ようやく製作が実現し、“禁断の医療ドラマ”と銘打っての放送が決定した。制作が決まってからも1クールの連続ドラマとしては異例の7か月もの準備期間を経たうえで2015年7月から撮影が開始された。

### あらすじ（テレビドラマ）
帝都大学医学部付属病院心臓外科准教授の香村鷹一郎は、長年研究していた老化した心臓を若返らせる夢の治療法「香村療法」を確立し、ネズミ・ウサギ・イヌの実験で成功したと大々的に発表する。すると、国民的俳優として知られながら現在は心不全を患いほぼ引退状態となっている倉木蓮太郎が、真っ先に治験希望者として名乗りをあげてくる。実は倉木の隠し子であり、母と自分を捨てた倉木を長年憎み続けていた香村はその申し出を断るが、過去に行った峰丘茂の手術について、元恋人で弁護士の松野公子が医療ミスとして自分を訴える準備を始めたことを知ると、次期教授の椅子を狙うにはスキャンダル以上の実績を残すしかないと考え直し、人体に対する治験は時期尚早と感じながらも倉木を第1号被験者として秘密裡に治験をスタートさせる。しかし倉木が劇的な回復を遂げ、治験はうまくいったかに思えた矢先、「香村療法」を先行していた実験犬が心臓を破裂させて突然死してしまう。治験と副作用のことは世間に隠したまま、副作用回避のための研究に全力を注ごうとした香村だったが、この“劇的に回復してぴんぴんした後にポックリ亡くなる”という「香村療法」が、自らが推し進める老人を減らす計画「プロジェクト：天寿」にぴったりだと考えた国民生活省大臣官房主任企画官である佐久間和尚の画策により、人体に対する治験がすでにスタートしていることは世間に大きく伝えられてしまう。医療ミス訴訟の証拠や証人を握りつぶすなど表向きは香村に味方してなんとかとりこもうと考えていた佐久間だったが、提示したポストにもなびかず、佐久間に反発して自ら世間に副作用を公表した香村の姿を見た佐久間は方針を転換。医療ミスの証拠をネタにして脅し、香村を無理矢理自らの息がかかったネオ医療センターに移籍させた挙句、長年香村の腹心として研究に携わってきた厨忠彦を抱き込み、「香村療法」の乗っ取りに成功する。
香村はネオ医療センターを去ってからもなんとか倉木の突然死を回避するため、教授選のライバル候補だった北川聖一に手術を頼み込んだり、かつての師・ライアン教授のラボに「香村療法」副作用回避のための研究を続けてもらったりと駆けずり回るが、倉木は自伝的映画『ノガミ』を完成させた後、ついに副作用がおきて亡くなってしまう。一方で佐久間は「香村療法」の副作用をスピードアップした「厨療法」開発とその大規模治験遂行に力を注ぎ、「プロジェクト：天寿」の第2段階、安楽死関連法案を成立させるために“ポックリ死”を理想とするプロパガンダを着々と進めていた。松野の親友でジャーナリストの上川珠季はその佐久間の動きを追い、佐久間が裏で暴力団を動かしている「福祉ぐるうぷ寿会」代表・小池清と繋がりがあることや、佐久間を介して国民生活省事務次官の林田博史と金の流れがあることなどをつかむが、佐久間の命令を無視して暴走した小池に殺されてしまう。香村は訴訟が始まっていた医療ミス裁判で自らの非を認め、遺族に謝罪。それにより態度が軟化した松野と手を組み、小池に命を狙われながらも国民生活省と小池の間の補助金不正交付の証拠を手に入れる。その後、「厨療法」で老人たちが次々突然死していくことに耐えきれなくなった厨が自殺する前に残した大規模治験の実態を記した資料も揃え、国民生活省官房長の城貞彦に接触。共倒れになることを恐れた城の内部告発により、自由死（安楽死）法案国会提出を目前に林田や小池、そして佐久間にも警察の手が入り、佐久間の計画は完全に頓挫する。激昂した佐久間は脳卒中で倒れ首から下が麻痺状態となるが、「殺してくれ」という願いは香村に拒否され、生き続けることを強いられる。香村はネオ医療センターに復職し、副作用回避に成功した「香村療法」で被験者たちを救って再び医師としての職務を果たそうとするが、香村の元に押し寄せた被験者たちから「死なせて」と言われ、愕然とするところで物語は終了する。

### キャスト
香村 鷹一郎（かむら よういちろう）
演 - 椎名桔平〔幼少時：山崎竜太郎（第1回）、田中奏生（第2 - 3,5回）〕
帝都大学医学部付属病院心臓外科准教授。“医者は3人殺して一人前になる”という哲学を持つ。20年前にジューン・ホスキンス大学のラボで心筋を再生させる成長因子を発見し、その研究を続けた結果、老化した心臓を若返らせる夢の治療法「香村療法」を確立する。しかしこれには心機能が劇的に回復した数か月後に心臓が破裂する副作用が発見されてしまう。
過去に行った峰丘茂の手術において、心臓に針を置き忘れたせいで峰丘が死んだのではないかと訴えられ、その証拠や証人をおさえた佐久間の言いなりになざるをえず、国立ネオ医療センターに副センター長として移籍する。しかし結局佐久間に「香村療法」をのっとられ、3か月でセンターを去る。
実は倉木蓮太郎の隠し子であり、40年前に母親・佐智子〔演：中原果南（第1 - 3,5回）〕と自分を捨てた蓮太郎をずっと恨んでいたが、「香村療法」を治験する過程で交流を続けるうちに次第に確執は和らいでいき、副作用を回避するための研究を全力で進めたり、なんとか手術で救う方法はないかと倉木のために駆けずり回る。
毎朝必ずランニングをする習慣がある。
佐久間 和尚（さくま かずひさ）
演 - 滝藤賢一
国民生活省大臣官房主任企画官。“国民生活省のマキャベリ”と呼ばれている。財政を圧迫する超高齢化社会となっていく日本の未来を憂い、“ぴんぴんぽっくり”で老人を減らす「プロジェクト天寿」を推奨。副作用がそれにぴったりな「香村療法」を利用するため、香村をとりこもうとあらゆる手を使って近づく。そして香村の医療ミスという弱みを握ってのっとりに成功すると、今度は安楽死関連法案の成立を目指して動き出す。
大好きで尊敬していた父親が難病にかかって苦しんだ末、最後は意志の疎通さえ難しくなったため、自らの手で安楽死させた過去をもつ。全てを知った倉木に問いただされた際にはその過去と超高齢化社会への危機感を明かし自らの正当性を主張するが、「憂国の志の他に、父親を安楽死させたことが間違っていなかったと証明したいという感情があるのではないか」と厳しく指摘され取り乱している。
倉木 蓮太郎（くらき れんたろう）
演 - 仲代達矢
国民的俳優。心不全を患い引退状態だったが、自ら望んで「香村療法」治験の被験者第一号となり、劇的に回復して世間を騒がせる。回復後は自らが脚本・主演を務める戦争孤児を描いた自伝的映画『ノガミ』の完成に心血を注ぐ。自らも東京大空襲で両親を亡くし、弟と上野の地下道で暮らしていた経験がある。
香村の母親とは籍を入れず、認知もしていなかった。
松野 公子（まつの きみこ）
演 - 坂井真紀
弁護士。香村の元恋人。以前は帝都大学の顧問弁護士だったが、12年前に厨の医療裁判を担当した際、裁判に勝つために医療ミスの隠ぺいに手をかしたことで自己嫌悪に苦しみ心を病んだ。それを機に顧問弁護士を辞め、個人事務所を設立して人権派弁護士に方針転換した。現在も心療内科に通っており、事務所の下にあるボクシングジムでストレス発散している。
峰丘枝利子の依頼で香村の医療ミスを訴える。
厨 忠彦（くりや ただひこ）
演 - 甲本雅裕
帝都大学医学部付属病院心臓外科講師。12年前に医療ミスを起こした時に香村にかばってもらって以降、腹心としていつも香村の指示通りに動き、共に国立ネオ医療センターにも移籍したが、実は佐久間と内通していた。香村を裏切ってからは「香村療法」の心機能回復と副作用を共にスピードアップさせる「厨療法」の開発と治験に取り組むが、被験者たちが次々突然死していく事態を目の当たりにして恐ろしくなり、思い悩む。
3年前に急性心筋梗塞を患ってから一気に認知症が進んだ母親・静江〔演：冨田恵子（第3,6 - 最終回）〕を療養病床にあずけている。
伊達 伸吾（だて しんご）
演 - 嶋田久作（第1,4 - 最終回）
衆議院議員。内閣官房副長官。
小池 清（こいけ きよし）
演 - モロ師岡（第2 - 最終回）
「福祉ぐるうぷ寿会」代表。元は大物政治家の秘書。広告代理店「電報堂」のプロデューサーとして倉木を取材したり、松野を尾行し上川に脅しをかけたりと最初は佐久間の指示通りに動いていたが、やがて暴走していく。暴力団との繋がりや傷害と恐喝の前科もある、得体のしれない男。
林田 博史（はやしだ ひろし）〈57〉
演 - 佐戸井けん太（第1 - 2,4 - 最終回）
国民生活省事務次官。「プロジェクト天寿」の全貌は知らされておらず、「PPG政策（ぴんぴん元気で医者いらず）」を省で進めていくと思っている。
3年前、息子の博幸が暴力団相手に交通事故を起こしてしまい、賠償金1500万円を要求された。小池が肩代わりし、それがマスコミにばれそうになったのを佐久間がもみ消したことから佐久間に借りがある。
城 貞彦（じょう さだひこ）
演 - 佐野史郎
国民生活省老人衛生局長→官房長→事務次官。佐久間の陰謀にはうすうす気づいているが、問題が起こっても矢面に立たされるのは林田であり、引責辞任するようなことになればその後釜に座るのは自分であると考え、静観している。
芹沢 直（せりざわ ただし）
演 - 水橋研二
国民生活省大臣官房医系技官。佐久間の部下で、行動を共にしている。
須藤 彰子（すどう あきこ）
演 - キムラ緑子
倉木の内縁の妻で、倉木の専属メイクを担当している。過去一度、倉木の子供を宿したことがある。
瀬田 昇（せた のぼる）
演 - 浅香航大（第1 - 4回）
帝都大学医学部付属病院心臓外科研修医。
滝沢 啓治（たきざわ けいじ）
演 - 松崎謙二（第1 - 3回）
帝都大学医学部付属病院心臓外科講師。研修医の頃、吸入麻酔を常用して中毒になったことがある。患者と向き合う北川にこそ教授になってほしいと願っていたが、香村の医療ミスを告発するメールを送った張本人だと誤解され、香村によって栃木県に飛ばされる。
川邊 久雄（かわべ ひさお）
演 - 鶴田忍（第1 - 3回）
帝都大学医学部付属病院心臓外科教授。自分の後釜は香村より北川の方がふさわしいと思っている。
北川 聖一（きたがわ せいいち）
演 - 天宮良（第1 - 2,5,最終回）
首都中央総合病院心臓外科部長。元帝都大学医学部付属病院心臓外科准教授で、香村に代わる次期教授候補だとかつぎ出される。本人は教授選には興味がなく、研究より臨床を重んじる。
「香村療法」では救えない患者のオペを香村から頼まれ、快諾する。
福山 毅（ふくやま つよし）
演 - 大鷹明良（第1回）
国民生活省大臣官房官房長。
三枝 祥子（さえぐさ しょうこ）
演 - 滝沢涼子（第1回）
国民生活省大臣。
香村 朋美（かむら ともみ）
演 - 黒沢あすか（第1 - 3回）
鷹一郎の妻。父親は関東大都病院の常任理事。家庭を顧みない香村に愛想を尽かし、実家に帰る。
香村 直輝（かむら なおき）
演 - 里村洋
鷹一郎の息子。5歳の時にかかった病気の後遺症で両脚に麻痺があり、身体障害者手帳を交付されている。両親の仲と、中学を受験するか悩んでいる。
病院で偶然倉木と初対面して以降、倉木の撮影現場を見学したり、家を訪れて一緒に食事をするなど時々会うようになる。
峰丘 茂（みねおか しげる）
演 - 針原滋（第2回 - 第3回）
香村の大動脈弁置換術を受けた5日後に心タンポナーデで冠動脈が破裂して亡くなる。B型肝炎ウイルス（HBe抗原陽性）キャリアだった。
峰丘 枝利子（みねおか えりこ）
演 - 松浦唯（第1 - 2,4,6回）
茂の娘。父親が亡くなったのは手術の際に香村が心臓に針を残した医療ミスのせいだという告発メールを受け取り、松野に相談して医療訴訟を起こす。
上川 珠季（かみかわ たまき）
演 - 市川実和子（第2 - 6回）
フリージャーナリスト。松野の親友。元は新聞記者だったが、佐久間に大物政治家の不正献金疑惑の偽情報をつかまされ、誤報を載せてしまったせいで辞めざるをえなくなった。
最後は香村とも情報を交換しながら佐久間の身辺を探っていたが、繋がりのある小池やその息がかかった暴力団を調べて殺される。しかし殺される前に林田の息子と暴力団が1500万円で示談したことを示した示談書のコピーと、示談金は小池が肩代わりしたことを証言する構成員の声が入ったICレコーダーを松野のロッカーに残していた。
葛西 充子（かさい みつこ）
演 - 円地晶子（第2 - 3,5回）
元帝都大学医学部付属病院心臓外科看護師。香村が執刀した峰丘茂のオペで器械出しをしていたが、誤って香村の指に針を刺してしまう。そのせいで動揺し、さらに叱責されるのが怖くて針が足りないことを言い出せないまま、針の数は足りているという虚偽の報告をしてしまった。
帝都大学を辞めた後は北川の呼びかけにより、首都中央総合病院に再就職する。
須山 明（すやま あきら）
演 - 八城嵩司（第3回）
帝都大学医学部付属病院臨床検査技師。峰丘茂の病理解剖に立ち会い、体内から出てきた針を確認するも黙殺されたため、保存していた。
鶴田 平三郎（つるた へいざぶろう）
演 - 磯部勉（第3回）
元帝都大学臨床病理学教授。現在は退官し、関東大都病院の副院長になっている。峰丘茂の病理解剖をした。
高嶋 智明（たかしま ともあき）
演 - 坂西良太（第4 - 最終回）
財政省事務次官。
ライアン教授
演 - イアン・ムーア（第5 - 6回）
香村の師。現在はアメリカメリーランド州ボルチモアにあるジューン・ホスキンス大学の教授。香村に頼まれ、倉木の手術を検討したり、倉木の症例に似たオペ経験のあるメイヒュークリニックのデービスに連絡をとる。
エド・カーター
演 - ラッセル・トッテン（第6 - 最終回）
ライアン教授のラボの研究スタッフ。「香村療法」の副作用を回避する研究を手伝う。
沢 百合子
演 - 水野久美（第6 - 最終回）
女優。国民生活省の広告塔となり、CMに出演したり講演で「ぴんぴんポックリ」が理想と話す。
田中 サト
演 - 高田敏江（第6回）
「厨療法」治験者No.4。元気になり、息子夫婦と同居できると喜んでいた矢先、厨の診察中に突然死する。
大豪寺 悠
演 ‐ 野村昇史（最終回）
作家。伊達・沢とともにシンポジウムに参加する。
木村
演 - 名取幸政（最終回）
「厨療法」の治験者で、田中サトとは介護施設で一緒だった。サトは治験の副作用で心臓に負担がかかって死んだのではないかとネオ医療センターの研究員に詰め寄り、佐久間が用意したマニュアルに従った厨により隔離され、外部との接触を断たれる。

### スタッフ
- 原作 - 久坂部羊『破裂』
- 脚本 - 浜田秀哉
- 音楽 - 蓜島邦明
- 医事考証 - 天野篤[21]
- アクション指導 - 中村嘉夫
- タイトルバック - 片山宏明
- 演奏 - シャングリラ
- 資料提供 - 米国立公文書館、毎日新聞社
- 撮影協力 - 川崎市、東京ロケーションボックス、東京海洋大学、東京農工大学、世田谷区、たまロケーションサービス、順天堂大学
- 美術 - 有本弘、鴫原広起
- 音響効果 - 畑奈穂子、柴田なつみ
- 技術 - 佐々木喜昭、加藤貴成
- 撮影 - 望月英邦、佐藤史明
- 照明 - 水村享志、内藤宏
- 音声 - 鈴木恒次、天野透、北原悠介
- 映像技術 - 横山勝、上田恭徳、滝沢勝、石坂剛、戸谷智恵子
- VFX - 関井和成、斎藤丈士、近藤真弓
- 美術進行 - 浅沼道之
- 編集 - 田中美砂
- 記録 - 野田茂子
- 演出 - 本木一博、藤並英樹
- 制作統括 - 勝田夏子

### 受賞
- 第2回コンフィデンスアワード・ドラマ賞[22][23]
  - 助演男優賞（滝藤賢一）

### 放送日程
| 各話   | 放送日   | ラテ欄 | 演出     | 視聴率 |
| ------ | -------- | ------ | -------- | ------ |
| 第1回  | 10月10日 |        | 本木一博 | 4.2%   |
| 第2回  | 10月17日 |        | 本木一博 |        |
| 第3回  | 10月24日 |        | 藤並英樹 |        |
| 第4回  | 10月31日 |        | 藤並英樹 |        |
| 第5回  | 11月07日 |        | 本木一博 |        |
| 第6回  | 11月14日 |        | 本木一博 |        |
| 最終回 | 11月21日 |        | 本木一博 |        |

※視聴率はビデオリサーチ社調べ、関東地区・世帯

### 関連商品
DVD-BOXが2016年3月16日にポニーキャニオンから発売される。
| NHK 土曜ドラマ                         | NHK 土曜ドラマ              | NHK 土曜ドラマ             |
| 前番組                                 | 番組名                      | 次番組                     |
| -------------------------------------- | --------------------------- | -------------------------- |
| ちゃんぽん食べたか （2015.5.30 - 8.1） | 破裂 （2015.10.10 - 11.21） | 逃げる女 (2016.1.9 - 2.13) |